# Dům U Jakoba (Opava)
Dům U Jakoba je renesanční městský dům ze 16. století, stojící na Dolním náměstí čp. 13 v centru Opavy. Od 3. května 1958 je objekt památkově chráněn.

## Historie a popis
První písemná zmínka o domu pochází z roku 1641. Zmiňován je v souvislosti s párem ševců Martinem Jakobem a Hansem Steinerem. Tufitový portál domu je však datován již do 80. let 16. století. Dům o dvou okenních osách stojí na úzké parcele, jež odkazuje na kontinuitu gotické městské zástavby, a je podsklepený. Původně se jednalo o jednopatrovou stavbu (v letech 1834–1860 zvýšena o další podlaží a fasáda byla upravena v klasicistním duchu). Černá kuchyně se nacházela v prvním patře. Po roce 1709 vlastnil dům opavský fojt Simon Nartz, který jej barokně upravil, první podlaží osadil malovanými stropy, jež byly později přeneseny do přízemí, a valeně zaklenul zadní sklep. V době ČSSR byl dům užíván Bytovým podnikem Opava. V letech 1994–1995 prošel památkově chráněný dům celkovou rekonstrukcí, během níž došlo ke snezení původního zdiva dvorní fasáda, jež bylo v havarijním stavu, a nahrazení novotvarem. V roce 1997 byl proveden sondážní výzkum na fasádě objektu, podle něhož byla domu navrácena okrově běžová barva.
Dříve se v objektu nacházela Galerie U Jakoba, která byla však přestěhována do Obchodní centra Breda & Weinstein.